# Sáša Dušková
Sáša Dušková (11. března 1915 Brno – 24. srpna 2002) byla česká historička a archivářka.

## Životopis
Sáša Dušková se narodila v Brně v učitelské rodině. Studovala historii a češtinu na Filozofické fakultě Masarykovy univerzity, kde v letech 1938–1939 pracovala jako knihovnice při semináři paleografie a diplomatiky. V roce 1946 promovala (PhDr.) a stala se asistentkou na Filozofické fakultě Masarykovy univerzity. V roce 1959 se stala kandidátkou věd, a v roce 1964 byla jmenována docentkou pomocných věd historických na Univerzitě Jana Evangelisty Purkyně v Brně.. V roce 1969 měla být jmenována profesorkou, ale kvůli nastupující normalizaci jí byl titul odepřen a profesorkou byla jmenována až v roce 1990, kdy již byla deset let v důchodě.
Saša Dušková se věnovala především ediční činnosti. Spolu s Jindřichem Šebánkem a později i Vladimírem Vašků připravila v k vydání svazky IV/1–V/4 Codex diplomaticus et epistolaris regni Bohemiae (vyšly v letech 1962–1993).

## Dílo (výběr)
- Kritický komentář k moravskému diplomatáři. Praha 1952. (společně s Jindřichem Šebánkem)
- Panovnická a biskupská listina v českém státě doby Václava I. Praha 1961. (společně s Jindřichem Šebánkem)
- Listina v českém státě doby Václava I. Praha 1963. (společně s Jindřichem Šebánkem)
- 800 let Mikulova. Připravil Metoděj Zemek, výklad listiny, latinský text a překlad Sáša Dušková. Mikulov 1973.

Kompletní bibliografie Sáši Duškové byla publikována v: MLÁDKOVÁ, Lucie – HORČÁKOVÁ, Václava: Bibliografie prací prof. PhDr. Sáši Duškové, DrSc. In: Almanach medievisty-editora. Praha 2011, s. 127–141.